# Nicolas-Thérèse Vallet de Salignac
Nicolas-Thérèse Vallet de Salignac (* 16. März 1732 in Marennes; † 30. Oktober 1812 in Royan) war ein französischer Politiker.

## Leben und Wirken
Er war der Sohn des Finanzmanns Pierre Vallet de Salignac († 1760)
Sein Vater, Pierre Vallet Salignac schuf ein Vermögen mit dem Handel mit Salz aus dem Gebiet um die Stadt Marennes. Seine Mutter war die älteste Schwester von Sophie Volland namens Marie-Jeanne Elizabeth Volland (* 1715)
Nicolas-Thérèse Vallet erwarb am 5. Juli 1736 Landbesitz in Mons, das dazugehörige Schloss, Château de Mons (Charente-Maritime) ließ er rekonstruieren. Es war ein Berater des französischen Königs, Ludwig XV., ein  écuyer, seigneur de Mons en Royan, de la Petite Forêt et autres lieux.
Am 4. Februar 1790 übernahm er das Bürgermeisteramt von Royan. Aber schon Ende November des Jahres 1790 gab er sein Amt als Bürgermeister wieder auf, um als Polizeioffizier von Royan gewählt zu werden. Er hatte diese Position bis 1792 inne. Er überlebte die Zeit der Terrorherrschaft, la Terreur.
Er konnte sein Vermögen und seinen Besitz behalten. Der Schwiegersohn seiner Tochter Angélique Salignac folgt ihm ins Bürgermeisteramt von Royan nach.
Seine Schwester war die seit dem zweiten Lebensjahr erblindete Mélanie de Salignac deren Leidensgeschichte Einfluss auf Denis Diderot Schrift Brief über die Blinden zum Gebrauch für die Sehenden (1749) hatte.